# 拉什頓 (內布拉斯加州)
拉什頓（英語：Lushton）是位於美國內布拉斯加州約克縣的村。

## 人口
根據2020年美國人口普查的數據，拉什頓的面積為0.37平方千米，皆為陸地。當地共有人口28人，而人口密度為每平方千米76人。